# Clark McConachy
Clark McConachy, né le 15 avril 1895 à Glenorchy, Otago, Nouvelle-Zélande, et mort le 12 avril 1980 à Auckland, était un joueur de billard anglais et de snooker néo-zélandais.
Il est l'un des premiers à avoir inscrit un break maximal de 147 points en 1952.

## Carrière
La carrière de McConachy est d'une longévité exceptionnelle. Il est champion de Nouvelle-Zélande de billard anglais de 1914 à 1980, année de sa mort. Il remporte le championnat du monde de billard en 1951, un titre qu'il conserve dix-sept ans, puisque le championnat suivant n'a lieu qu'en 1968. Il y prend part, et est battu en finale par Rex Williams.
En snooker, McConachy est finaliste du championnat du monde en 1932. En 1952, il est le seul challenger à Horace Lindrum dans l'un des deux championnats du monde organisés cette année. Lindrum remporte tout de même le titre.
McConachy meurt le 12 avril 1988, seulement trois jours avant son 85e anniversaire, après avoir remporté son dernier titre de champion national. McConachy expliquait sa longévité par son mode de vie très sain : non-fumeur et abstème, il courait régulièrement jusqu'à six kilomètres par jour.

## Palmarès dans le snooker
| Légende | Catégorie                      | Titres                         | Finales                        |
|         | Tournois classés               | 0                              | 0                              |
|         | Tournois non classés           | 0                              | 2                              |
| Gras    | Tournois de la triple couronne | Tournois de la triple couronne | Tournois de la triple couronne |

### Finales
| Saison | Nom du tournoi           | Lieu                  | Finaliste      | Score | Tableau |
| 1932   | Championnat du monde     | Londres               | Joe Davis      | 19-30 | Tableau |
| 1952   | Championnat du monde (2) | Manchester, Blackpool | Horace Lindrum | 49-94 | Tableau |